# Listă de pianiste din România
Aceasta este o listă de pianiste din România:
- Alina Bercu
- Maria Cernovodeanu
- Nadia Chebap
- Aurelia Cionca
- Elena Cosma
- Sofia Cosma
- Carmen Daniela
- Cella Delavrancea
- Ilinca Dumitrescu
- Constanța Erbiceanu
- Clara Haskil
- Monica Hurdubei
- Nicoleta Luca-Meițoiu
- Anca Lupu
- Myriam Marbé
- Florica Musicescu
- Mihaela Ursuleasa